# Cheilosia teberdensis
Cheilosia teberdensis är en tvåvingeart som beskrevs av Barkalov 1993. Cheilosia teberdensis ingår i släktet örtblomflugor, och familjen blomflugor. Inga underarter finns listade i Catalogue of Life.